# Víska (powiat Havlíčkův Brod)
Víska – miejscowość i gmina (obec) w Czechach, w kraju Wysoczyna, w powiecie Havlíčkův Brod. W 2022 roku liczyła 179 mieszkańców.